# Cassandra (Barnfield)
Cassandra – poemat epicki renesansowego angielskiego poety Richarda Barnfielda, opublikowany w 1595 w tomie Cynthia with Certain Sonnets, and the Legend of Cassandra. Utwór jest napisany sekstyną, czyli strofą sześciowersową rymowaną ababcc, popularną w okresie renesansu, stosowaną między innymi przez Williama Szekspira, Thomasa Campiona i Thomasa Heywooda. Bohaterką poematu jest Kasandra, trojańska księżniczka i prorokini, w której przepowiednie nikt nie wierzył, wzięta do niewoli przez Greków po upadku Troi.

Happy are they, that never liv'd to know
What t'is to live in this world happily:
Happy are they which never yet felt woe:
Happy are they, that die in infancie:
Whose sins are cancell'd in their mothers womb:
Whose cradle is their grave, whose lap their tomb.